# Begonia mystacina
Espèce
Synonymes
- Begonia richardsoniana Merr. & L.M.Perry[1]

Begonia mystacina est une espèce de plantes de la famille des Begoniaceae.
L'espèce fait partie de la section Petermannia.
Elle a été décrite en 1984 par Lyman Bradford Smith (1904-1997) et Dieter Carl Wasshausen (1938-…).

## Répartition géographique
Cette espèce est originaire du pays suivant : New Guinea.